# ورم الخلايا العصبية المركزية
ورم الخلايا العصبية المركزية (CNC) هو ورم نادر جدًا، وعادةً ما يكون ورمًا حميدًا داخل البطينات، يتشكل عادةً من الخلايا العصبية للحاجز الشفيف. تنمو غالبية الأورام العصبية المركزية إلى الداخل تجاه الجهاز البطيني وتشكل ورمًا عصبيًا بين البطينين. هذا يؤدي إلى عرضين رئيسيين لورم الخلايا العصبية المركزية: عدم وضوح الرؤية وزيادة الضغط داخل الجمجمة. عادةً ما يتضمن علاج ورم الخلايا العصبية المركزي الاستئصال الجراحي، مع احتمال انتكاسته ما يقرب من 1 من كل 5 مرات. تصنف أورام الخلايا العصبية المركزية على أنها ورم من الدرجة الثانية تحت تصنيف منظمة الصحة العالمية لأورام الجهاز العصبي.

## العلامات والأعراض
هناك مجموعة واسعة من الأعراض التي تظهر على المرضى. يمكن أن تكون الأعراض كامنة، ولكنها تحدث بسبب استسقاء الرأس. تشمل هذه الأعراض:
- الصداع
- وذمة حليمة العصب البصري
- التقيؤ
- الدوار
- ضعف النشاط العقلي
- عدم استقرار المشي

في حالات نادرة، يمكن ملاحظة أعراض أكثر حدة مثل:
- اضطراب الذاكرة
- مرض عقلي
- الشلل النصفي[5]
- النوبات
- النزف
- الذهان[6]

## علم الأمراض
على النطاق العياني تكون أورام الخلايا العصبية المركزية ذات لون رمادي تشبه المادة الرمادية التي تأتي مع مناطق النزف، كما تكون الأورام لينة وبيضاوية ومفصصة إلى كتل عقيدية مقيدة جيدًا بشكل عام. عند تشريح الورم واجه العلماء بعض الرمل الذي يعزونه إلى التكلس، أظهرت عينات الورم الملطخة بصبغة H&E والتي تم فحصها تحت المجهر أن ورم الخلايا العصبية المركزية هو ورم جيد التمايز بخصائص نسيجية حميدة، يتكون الورم من خلايا موحدة، صغيرة إلى متوسطة الحجم ذات نوى مستديرة، وكروماتيد منقوش بدقة ونواة غير واضحة، إلى جانب السيتوبلازم الضئيل، يتميز بأشكال كاذبة حول الأوعية، وترتيبات دائرية -تُشبه الزهور- من الخلايا مع وجود وعاء دموي صغير في المركز، وخلايا صغيرة متعددة الأضلاع بهالة واضحة حول النواة، تسمى أحيانًا بمظهر «البيض المقلي»، وتكون واضحة أو قليلة اليوزينيات. التشخيص التفريقي النسيجي الرئيسي هو ورم الدبقيات القليلة التغصُّن. في حين أن خلايا الورم كثيفة في بعض المناطق إلا أن المناطق التي تحتوي على أجزاء ورم أقل كثافة كانت منتشرة في كل مكان. قد تحتوي المناطق اللانووية على مصفوفة ليفية دقيقة مثل تلك الموجودة في مناطق الخلايا العصبية. تمثل الأوعية الطويلة رقيقة الجدران ذات الحجم الشعري الأوعية الدموية في ورم الخلايا العصبية المركزية. تُرتب هذه الأوعية في نمط متفرع خطي مع مظهر الغدد الصماء. تم التعرف على قنوات الأوعية الدموية المتوسعة رقيقة الجدران وكذلك بؤر التكلس بسهولة في كثير من الحالات.

## العلاج
الدعامة الأساسية للعلاج هي الاستئصال الجراحي. إستراتيجيتان علاجيتان مساعدتان هما: الجراحة المجسمة (SRS) والعلاج الإشعاعي المجزأ (FCRT). كلاهما وسيلة علاج فعالة للغاية.

### جراحة
الاستئصال الجراحي لورم الخلايا العصبية المركزية هو الإجماع الأساسي بين الأطباء الممارسين. يقوم الجراحون بإجراء حج القحف لإزالة الورم. تعتمد القدرة على إزالة الورم ومدى إزالته على موقع الورم وخبرة الجراح. يلعب مدى انتشار المرض دورًا كبيرًا في تحديد مدى فعالية الجراحة. يمكن أيضًا إعاقة الهدف الرئيسي للاستئصال الجراحي الكامل للورم من خلال التصاق الورم بالبنى المجاورة أو النزف. إذا كان هناك تكرار لورم الخلايا العصبية المركزية تكون الجراحة هي العلاج الأكثر شيوعًا.

### العلاج الإشعاعي
لا توجد أدلة كثيرة تدعم الادعاء بأن العلاج الإشعاعي هو وسيلة مفيدة وفعالة للعلاج. عادة يتم استخدام العلاج الإشعاعي بعد الجراحة فيما يتعلق بما إذا كان قد تم إجراء استئصال جزئي أو كامل للورم أم لا. تشير السمات النسيجية المرضية لـورم الخلايا العصبية المركزية والتمايز العصبي والنشاط الانقسامي الفتيلي المنخفض وغياب تكاثر البطانة الوعائية ونخر الورم إلى أن الورم قد يكون مقاومًا للإشعاع المؤين. ومع ذلك فإنه عند استخدام العلاج الإشعاعي يتم إعطاء العلاج للدماغ الكامل أو للساحة المكتنفة. تستخدم هذه الطريقة جدول تجزئة معياري وجرعة إجمالية للورم تتراوح من 50 إلى 55 غراي.جراحة جاما نايف هي شكل من أشكال العلاج الإشعاعي وبشكل أكثر تحديدًا الجراحة الإشعاعية التي تستخدم حزم أشعة جاما لتوصيل جرعة معينة من الإشعاع إلى الورم. تعتبر جراحة سكين جاما فعالة بشكل لا يصدق في علاج ورم الخلايا العصبية والحفاظ على السيطرة على الورم بعد إجراء الاستئصال الكامل. وجدت بعض الدراسات أن معدل نجاح السيطرة على الورم يبلغ حوالي 90% بعد السنوات الخمس الأولى و80% بعد السنوات العشر الأولى..جراحة سكين جاما هي الشكل الأكثر تسجيلًا من العلاج الإشعاعي الذي يتم إجراؤه لعلاج بقايا ورم الخلايا العصبية المركزية بعد الجراحة.

### العلاج الكيميائي
يقتصر العلاج الكيميائي عادةً على المرضى الذين يعانون من ورم الخلايا العصبية المركزي المتكرر. يعد مسار العلاج الكيميائي المستخدم في ورم الخلايا العصبية المركزية أحد نظامين يعتمدان على البلاتين، هما:
- كاربوبلاتين + VP-16 + إفوسفاميد

- سيسبلاتين + VP-16 + سيكلوفوسفاميد

نظرًا لاستخدام العلاج الكيميائي في حالات نادرة لا تزال هناك معلومات يجب جمعها حول فعالية العلاج الكيميائي في علاج أورام الخلايا العصبية المركزية الحميدة. لذلك يجب اعتبار التوصيات محدودة وأولية.

## النتيجة والنكسة
يمكن توقع شفاء غالبية مرضى ورم الخلايا العصبية المركزية، ولكن -كما هو الحال مع أي نوع آخر من الأورام- فهناك أيضًا احتمالية للانتكاسة. تبلغ فرصة الانتكاسة حوالي 20%. بعض العوامل التي تتنبأ بتكرار الورم والوفاة بسبب الحالات التقدمية للمرض هي: مؤشرات التكاثر العالية وانتكاسة المرض المبكرة وانتشار المرض مع أو بدون انتشاره خلال السائل الدماغي الشوكي. تعد فحوصات المتابعة طويلة المدى ضرورية لتقييم النتائج التي يحققها كل علاج. من الضروري أيضًا تحديد التكرار المحتمل للنفثالينات المكلورة. يوصى بإجراء التصوير بالرنين المغناطيسي على الجمجمة كل 6-12 شهرًا.

## التاريخ
أورام الخلايا العصبية المركزية هي أورام دماغية نادرة تتواجد في معظم الأوقات في البطينين الجانبيين بالقرب من الثقبة بين البطينات. اكتُشِفت لأول مرة من قبل حسون وزملاؤه في عام 1982، وصُنِّفت على أنها أورام من الدرجة الثانية. في عام 1985 وصف ويلسون أيضًا حالة نادرة من «ورم أرومي عصبي متمايز» في البطين الجانبي تشبه ورم الدبقيات قليلة الغضروف في الفحص المجهري الضوئي. ومع ذلك أُطلق اسم الورم الخلايا العصبية المركزية بواسطة حسون.
اعتبرت الأورام العصبية الأولية التي تحدث في الجهاز البطيني نادرة. كانت معظم الحالات الموصوفة من أصل غير عصبي مثل ورم الدبقيات قليلة التغصُّن والورم البطاني العصبي والورم السحائي وورم الضفيرة المشيمية الحليمي والخلية العملاقة. ربما شُخِّصت الأورام العصبية تاريخياً بالخطأ على أنها ورم خبيث قليل البطين أو ورم عصبي خلوي واضح، غالبًا ما يُطلق على الورم -بسلوكه غير العدواني- «ورم الخلايا العصبية المركزية الحميد». يُعتقد أنه يحدث عند الشباب من الخلايا العصبية للحاجز اللولبي والخلايا الفرعية للبطينين الجانبيين. كانت معظم الحوادث الأولية المبلغ عنها في البطين الجانبي حميدة. ومع ذلك فإنه مع جمع المزيد من المعلومات بدأ يُنظر إلى اسم الورم العصبي المركزي الحميد على أنه تسمية خاطئة مزدوجة لأن هذه الأورام ليست دائمًا حميدة ولا تقع في مكان مركزي. تشير العديد من الدراسات الحديثة إلى أن موقعها وإمكاناتها البيولوجية وسلوكها السريري قد لوحظ أنها أكثر تنوعًا مما كان يعتقد سابقًا. تشير الدراسات الحديثة إلى موقعها غير المألوف وسلوكها البيولوجي العدواني وانتكاسها المتكرر بعد الاستئصال الجراحي، وقد ولّد اهتمامًا كبيرًا بطرق العلاج المختلفة وأيضًا بمصطلحاتها وجهد السلالة والتنظيم الجزيئي.

## علم الأوبئة
تمثل أورام الخلايا العصبية المركزية 0.1-0.5% من أورام الدماغ الأولية. هناك عنصر وراثي في تكوين هذه الأورام مما يتسبب في تكون نسبة أكبر من الأورام في الأشخاص المنحدرين من أصل آسيوي مقارنةً بالمجموعات العرقية الأخرى. يتشكل الورم العصبي المركزي في الغالب عند الشباب، وغالبًا ما يحدث خلال العقد الثاني أو الثالث من العمر. لا يوجد دليل على أن جنس الشخص هو عامل محدد في وتيرة ورم الخلايا العصبية المركزية.